# Providence Friars

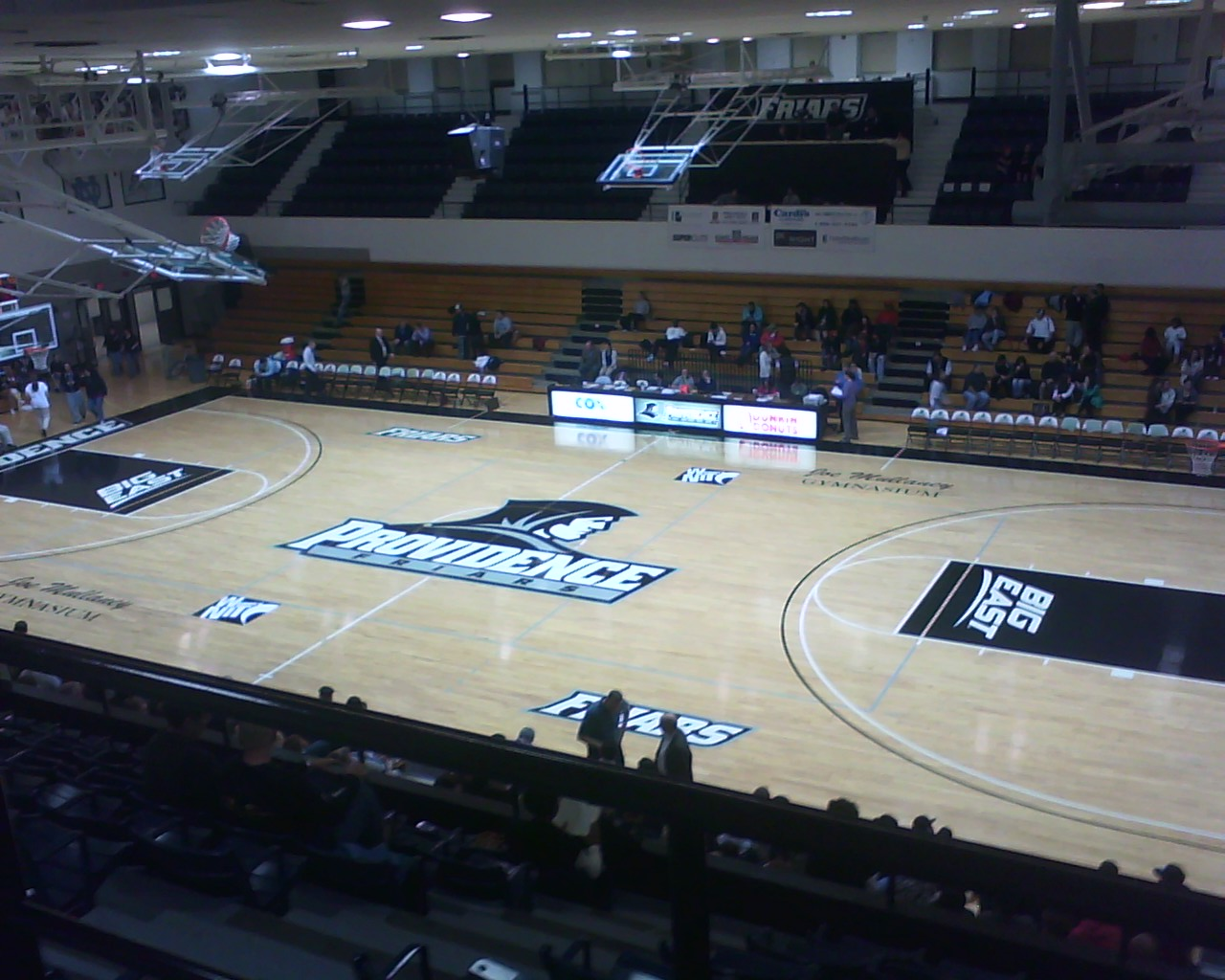
Alumni Hall.

Providence Friars (español: Frailes de Providence) es el nombre que reciben los equipos deportivos de Providence College, situado en Providence, Rhode Island. Los equipos de los Friars participan en las competiciones universitarias de la NCAA, en la Big East Conference, salvo los equipos de hockey sobre hielo (masculino y femenino), que lo hace en la Hockey East. 

## Apodo
El sobrenombre de Friars (frailes) les viene porque la institución está regida por los frailes Dominicos, siendo el único equipo universitario que utiliza este apodo.

## Equipos
Los Friars tienen 17 equipos oficiales:
| - Masculino - Baloncesto - Fútbol - Cross - Natación y Saltos de trampolín - Atletismo - Hockey sobre hielo - Lacrosse | - Femenino - Baloncesto - Fútbol - Cross - Natación y Saltos de trampolín - Atletismo - Hockey sobre hielo - Hockey sobre hierba - Sófbol - Voleibol - Tenis |

## Baloncesto
El equipo masculino de baloncesto ha participado en 15 ocasiones en la fase final del torneo de la NCAA, llegando dos veces a la Final Four, en 1973 y 1987. Un total de 25 jugadores de los Friars han llegado a jugar en la NBA, de entre los que destacan el miembro del Basketball Hall of Fame como jugador y como entrenador Lenny Wilkens, el ganador de una anillo de la NBA con Houston Rockets Otis Thorpe y otros como Eric Murdock, Austin Croshere y Eric Williams.

## Cross
El único título a nivel nacional de la Universidad de Providence lo consiguió el equipo de Cross, en el año 1996.